# Lošč
Lóšč,  emájl   ali posteklína  je v prah zmleto steklo, ki se s taljenjem veže za kovinsko podlago pri temperaturah 750–850 ºC (prekrivni lošč na jekleni pločevini) ali 800–900 ºC (temeljni lošč na jekleni pločevini). Prah se pri povišani temperaturi stali, po hlajenju pa nastane čvrsta steklena prevleka na kovinski površini. 
Če se s steklom prevleče steklena ali keramična podlaga, govorimo o glazuri. Tehnologija loščenja oziroma emajliranja je zelo stara in se je v zgodovini uporabljala pri izdelavi nakita ter v uporabni umetnosti. V 19. stoletju se je začela uporabljati tudi v industrijske namene in to predvsem pri proizvodnji posode.
Beseda emajl prihaja iz stare visokonemške besede smelzan (zažgati), preko starofrancoske besede Esmail.

## Zgodovina
Stari Egipčani so lošč nanašali na predmete iz kamna in keramike, tudi na nakit, vendar precej redkeje kot druge stare kulture srednjega vzhoda. Emajliranje so poznali tudi stari Grki (6. st.), Kelti, Rusi in Kitajci (8. st.).
Že v času Rimljanov so začeli emajl nanašati tudi na steklo, o čemer pričajo najdbe iz pozne republike in zgodnjega cesarskega obdobja, predvsem v Levantu, Egiptu, današnji Angliji ter ob Črnem morju. Lošč v prahu so proizvajali na 2 načina: z mletjem obarvanega stekla ali mešanjem brezbarvnega stekla v prahu z raznimi barvili, kot so kovinski oksidi. Vzorci so naredili prostoročno ali pa z barvo napolnili v steklo vrezane obrise. Sama tehnika verjetno izhaja iz obdelave kovin. Poslikane posode so nato segrevali na temperaturo, potrebno za taljenje nanesenega steklenega prahu, pri čemer je moralo biti tališče stekla posode višje od tališča stekla, uporabljenega za izdelavo lošča. Ta tehnika loščenja je doživela svoj vrhunec v Klavdijevi dobi, uporabljala pa se je okoli 300 let.Arheološki dokaz za navedeno se nanaša na štirideset posod ali njihovih fragmentov.
Najvažnejše obdobje v zgodovini emajla je bil srednji vek, ko se je tehnika uporabljala v poznorimski in bizantski umetnosti; zlasti je šlo za tehniko cloisone, ki se je na začetku uporabljala kot imitacija vložkov iz dragih kamnov. To tehniko so nato prevzeli in širili t. i. barbarski narodi. V Bizancu so to tehniko uporabljena tudi za slikovne prikaze, kar so prav tako prevzeli in kopirali v Zahodni Evropi.
Tehnika champleve, ki je za razliko od prej navedene precej enostavnejša, je bila široko razprostranjena v dobi romanike. V umetnosti gotike so bila najfinejša dela izvedena v tehnikah En Ronde Bosse in Basse Taille, vzporedno pa se je nadaljevala tudi masovna  proizvodnja poceni del v tehniki champleve.
Preko Bizanca ali morda iz islamskega sveta je tehnika emajliranja prišla na Kitajsko okoli 13. ali 14. stoletja (dinastija Ming, cesar Xuande (1425–1435). Prva znana pisna omemba je iz leta 1388, kjer jo imenujejo muslimanska tehnika. Emajliranje je bilo na Kitajskem od tedaj na široko uporabljano in njegova popularnost se je ohranila vse do danes. S Kitajske se je tehnika razširila tudi na Japonsko, kjer od sredine 19. stoletja proizvajajo visoko kakovostne emajlirane izdelke.
V novejši zgodovini so bleščeče barve lošča povzročile, da je postalo emajliranje priljubljena tehnika oblikovalcev nakita in predmetov, kot so znamenita okrašena jajca Petra Carla Fabergea, emajlirane škatlice iz Battersea v Angliji, tehniko pa so uporabili tudi umetniki, kot je George Stubbs in drugi  slikarji miniaturnih portretov. Emajliranje je bilo priljubljena tehnika draguljarjev iz obdobja secesije (Rene Lalique in Georges Fouquet.
Uporaba emajla na železni ali jekleni pločevini se je začela v Avstriji in Nemčiji okoli leta 1850. Industrializacija procesa je vplivala tako na porast kakovosti uporabljenih surovin kot tudi na znižanje cene emajliranih izdelkov.

## Lastnosti
Emajl je po pečenju lahko prozoren ali neprozoren in lahko se nanaša na večino kovin. Današnja industrijska proizvodnja kot podlago najpogosteje uporablja jeklo, lahko pa se a nanaša tudi na zlato, srebro, baker, aluminij, nerjaveče jeklo in lito železo.
Emajl ima številne izredne lastnosti: je gladek, trd, kemijsko odporen, vzdržljiv, odporen proti razenju (trdota po Mohsu je 5–6), ne zbledi, enostavno se očisti in ni vnetljiv. Emajl je po sestavi steklo, zato ne izgubi barve pod vplivom ultravijolične svetlobe. Težava je lahko pokanje pri poskusu zvijanja, ta lastnost pa je pri sodobnem emajlu minimizirana zaradi dobro kontrolirane debeline nanesenega sloja in toplotnega širjenja, dobro prilagojenega kovini, ki služi kot podlaga. Njegovo obstojnost so izkoristili v številnih primerih, npr. na reklamnih panojih iz zgodnjega 20. stoletja, notranjih stenah peči, posodi za kuhanje, zunanjih stenah kuhinjskih aparatov, litih emajliranih kadeh, silosih v kmetijstvu in delih reaktorjev v kemijski in farmacevtski industriji. Uporabljajo ga tudi v komercialnih zgradbah, kot do polnilnice, avtobusna postajališča, tudi stanovanjski objekti z zidovi, stropovi in nosilnimi elementi iz emajliranega jekla.
Med bolj razširjenimi je uporaba emajla pri proizvodnji kakovostnih šolskih tabel, kjer odpornost proti kemijskim in fizikalnim vplivom prepreči nastanek neizbrisljivih ostankov, kar je lahko težava pri cenenih polimernih tablah. Ker ostane standardno jeklo magnetno tudi po nanosu lošča, se lahko uporablja tudi za magnetne table.
V zadnjem desetletju so razvili hibridne prevleke iz emajla, prevleke, na katere se ne prijema hrana, sol-gel funkcionalne končne prevleke za emajl in emajle s kovinskim videom, kot tudi nove tehnologije, ki omogočajo enostavno čiščenje.
Ključna sestavina emajla je vrsta stekla, imenovana frit – gre za borosilikatno stekla s termično ekspanzijo in temperaturo taljenja, primerno za prevleko jekla. Surovine se skupaj stalijo pri 1140–1450 ºC, nakar se tekoče steklo izlije v posodo z vodo. Dobljena masa je zelo krhka in se lahko melje v fin prah.
Barva se pri emajlu dobi z dodatkom različnih mineralov, najpogosteje kovinskih oksidov kobalta, bakra, kositra, mangana, srebra, antimona, kroma, prazeodima, neodima in železa. Predzadnji lahko ustvari odtenke od čiste vijolične, preko vinsko rdeče do tople sive. Po stopnji obarvanosti steklene mase lahko emajle lahko delimo na prozorne, neprozorne in opalescentne (oziroma mlečnate). Pri emajlu z mešanjem dveh barv ne dobimo nove barve na enak način kot pri oljnih barvah, temveč nastanejo mešanice fino obarvanih drobnih zrn različnih barv, vendar se lahko doseže na videz enotna barva z mletjem barv v zelo fin prah.
Obstajajo tri osnovne vrste fritov. Prva, temeljna prevleka vsebuje stopljene kovinske okside, kot so kobaltov, nikljev, bakrov, manganov in železov oksid. Ti oksidi olajšajo spajanje taline ob jekleno podlago. Druga vrsta vključuje bistre in pol motne taline, ki vsebujejo majhno količino oksidov za pridobivanje obarvanega stekla. Tretja vrsta vsebuje titanovo belo barvilo, ki po pečenju zaradi vsebnosti titanovega dioksida daje jasno belo steklo.

## Umetniške tehnike emajliranja
V umetniškem emajliranju tudi danes za poimenovanje posameznih tehnik uporabljamo večinoma francosko poimenovanje.
- Basse Taile - prozorni emajl se nanaša preko plitvega reliefa. Royal Gold Cup ali Saint Agnes Cup iz 14. stoletja je izjemen primer.
- Champlevé - izdolbena ali dvignjena polja se izpolnijo z emajlom. Primer: romanski triptih Stavelot
- Cloisoné - namesto izdolbenih polj se uporabljajo polja omejena z žico. Široko uporabljeno v Evropi, na Bližnjem vzhodu in v jugovzhodni Aziji.
- En résille - kjer je emajlirana kovina prekinjena v steklu. Tehnika je bila na kratko priljubljena v 17. st. v Franciji in je bila z Margret Craver ponovno odkrita leta 1953.
- Grisaille - (v francoščini sivo) je v bistvu ena od tehnik slikanega emajla, kjer se uporablja temno, pogosto modro ali črno ozadje, potem prosojen emajl na vrhu; za izdelavo modelov v enobarvni tehniki.
- Limoges - narejeno v Limogesu; to francosko mesto je bilo stoletja eden od najpomembnejših centrov proizvodnje. Limoges postal znan po champlevé emajlu od 12. stoletja dalje, ki so ga proizvajali v velikem obsegu, nato pa od 15. stoletja ohranil vodstvo s prehodom na poslikan emajl na ravnih kovinskih ploščah.
- Poslikan emajl - slika se s pomočjo najfinejše mletega emajla (kot tradicionalni medij se je uporabljalo olje sivke, danes tudi barve na vodni osnovi). Grisaille in kasneje Limoges sta primera poslikanega emajla.
- Plique-à-jour - (v francoščini odprto za dnevno svetlobo) v tej tehniki emajl nima kovinske podlage temveč se kovina uporablja samo kot okvir in spominja na vitraj.
- En Ronde Bosse - (v francoščini v krogu) emajliranje na tridimenzionalnih objektih, najpogosteje nakitu. Znan primer iz 15. st. relikvije Sv. Thorna
- Delo s šablono - emajl se skozi izrezane vzorce posipa na predmet in po končanem delu ostane rahlo dvignjen.
- Sgraffito - na zataljeni emajl se nanese emajlni prah druge barve in se po njem riše s kovinsko ali leseno konico.
- Sitotisk - barve se tukaj pretiskajo skozi posebno svileno sito.
- Kontra emajl - ni posebna tehnika, temveč emajl nanešen na zadnjo stran predmeta v cilju zmanjšanja notranje napetosti med steklenim slojem in kovinskim nosilcem.

## Galerija
- Royal Gold Cup, 23,6 cm visoka, premer 17,8 cm, teža 1,935 kg, British Museum.
- Triptih Stavelot, Mosan, Belgija, okoli 1156–58. 48×66 cm pri odprtih stranicah, The Morgan Library & Museum, New York
- Čaša Mérode, okoli 1400 (Victoria in Albert muzej, no. 403-1872); primer emajliranja plique-à-jour.
- Relikvije sv. Thorna, verjetno iz okoli 1397, British Museum, London
- relikviarij, škatla z angeli, ki je namenjena hrambi majhnih steklenic svetih olj.
- Srebrn pladenj, prosojen emajl (basse-taille) s. XIV, Limoges (Francija) Narodni arheološki muzej, Madrid Inv. 52144
- Čaša - srebro, srebrna pozlata in poslikan emajl, burgundska Nizozemska, c. 1425-1450, Cloisters
- Simbol vitezov Swan Dunstable, zlato, emajl PE 1966,0703.1